# سماعة أذن

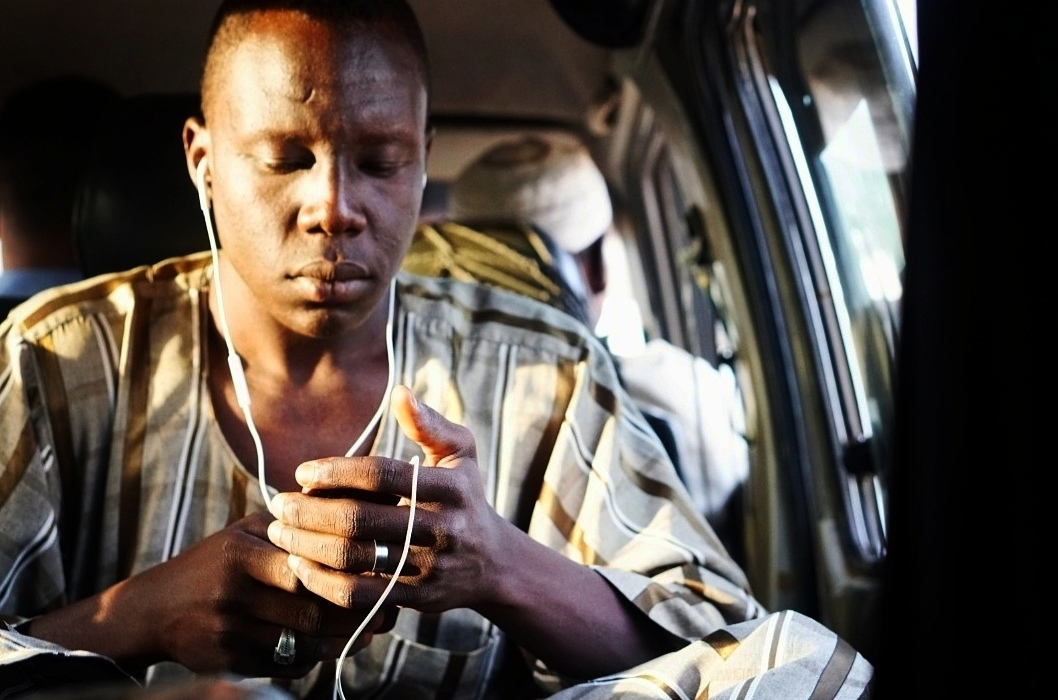
شخص يستخدم سماعات الأذن في إحدى وسائل النقل العام.

سماعتا الأذن أو الأُذُنية هي جهاز يُوضع في الأذن ويسمح بإعادة إنتاج محتوى الصوت. تُحوّل الإشارات الكهربائية إلى أصوات يمكن سماعها عن طريق الأذن، وتُعلّق أو تُوضع عليها للاستماع إلى الأصوات.

## المميزات

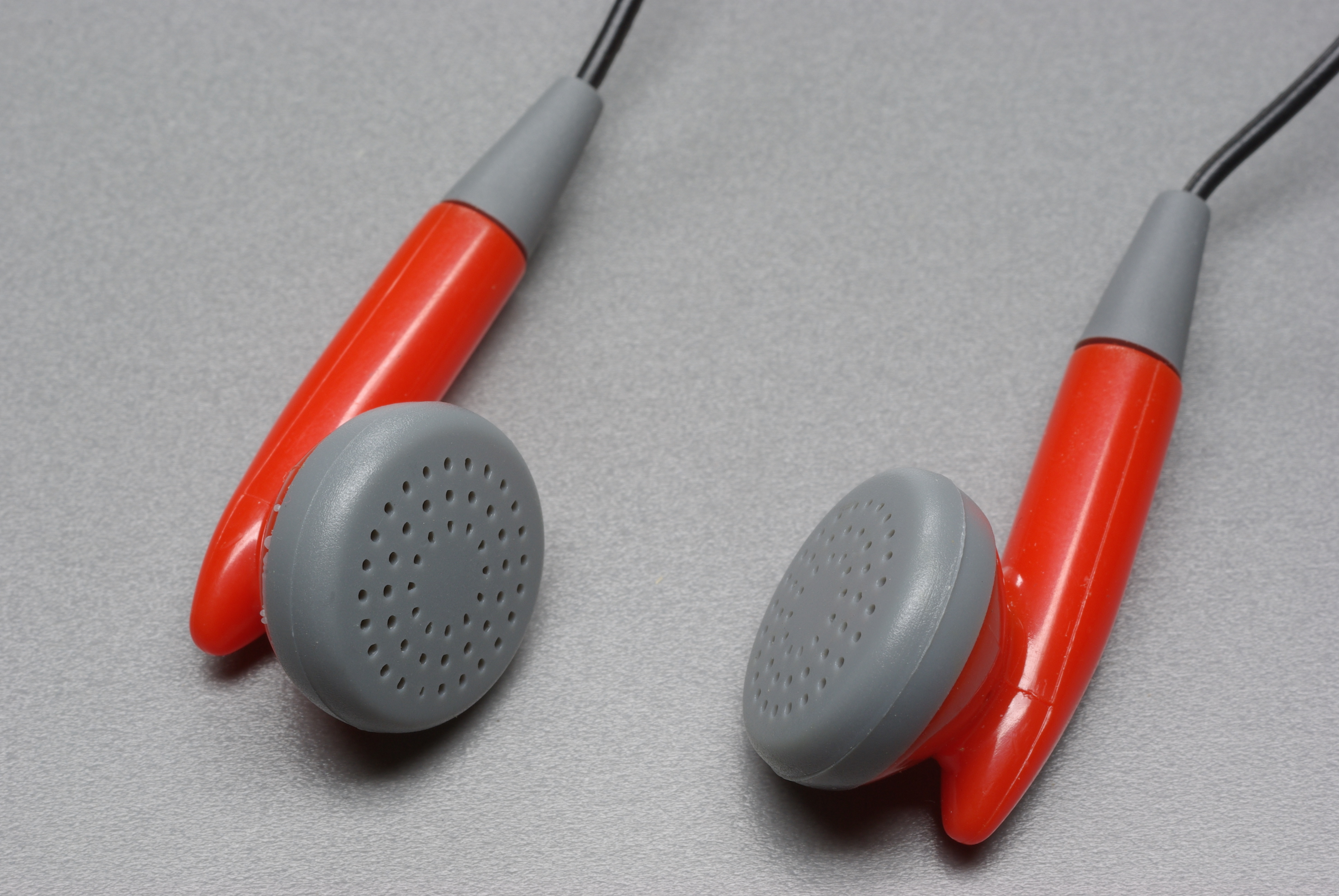
أُذُنِيَّتا الصوت المجسم.

في الأذنيات المجسمة الصوت، تكون إحداهما مخصصة للأذن اليمنى والأخرى للأذن اليسرى. غالبًا ما تُميَّز الأذنية المخصصة للأذن اليمنى بالحرف R (الحرف الأول لكلمة Right التي تعني اليمين) أو بعلامة حمراء. غالبًا ما تُميَّز الأذنية المخصصة للأذن اليسرى بالحرف L (الحرف الأول لكلمة Left التي تعني اليسار) أو بعلامة زرقاء. تحتوي بعض سماعات الرأس، على سبيل المثال تلك المخصصة للهاتف المحمول، على ميكروفون. وبالتالي فهي تسمح لك بالاستماع وبالتحدث. وبعضها مقاوم للماء أيضًا.